# Ik zie (Jan Smit)
Ik zie is een lied van de Nederlandse zanger Jan Smit. Het werd in 2018 als single uitgebracht en stond in hetzelfde jaar als zesde track op het album Met andere woorden.

## Achtergrond
Ik zie is geschreven door Edwin Evers en geproduceerd door Thomas Tol. Het is een lied uit de genres nederpop en palingsound. In het lied zingt de artiest over een verbroken relatie. De vrouw is verder gegaan met haar leven en heeft een nieuwe vriend. De liedverteller ziet zelf in dat hij te weinig voor haar deed en ziet niet de leuke dingen aan haar; hij mist haar. 
Waar Smit vaak meeschrijft met zijn eigen liedteksten, was dit op Ik zie dus niet het geval. Voor het album Met andere woorden had hij aan verschillende bekende liedschrijvers gevraagd of zij een bijdrage wilden leveren. Ik zie was het resultaat van Evers. Evers vertelde dat hij erg trots was dat hij het nummer mocht schrijven en zei dat hij het "superstoer" van Smit vond dat hij zijn nummer had uitgekozen om als eerste single van het album uit te brengen. De reden die Evers hiervoor gaf was dat hij toentertijd bij Radio 538 werkte en dat het risico er was dat andere radiozenders een lied geschreven door een radio-dj van de concurrent niet zouden draaien.

## Hitnoteringen
De zanger had weinig succes met het lied in de hitlijsten van het Nederlands taalgebied. De Single Top 100 werd niet bereikt en er was ook geen notering in de Top 40. Bij laatstgenoemde was er wel de dertiende plaats in de Tipparade. Ook de Vlaamse Ultratop 50 werd niet bereikt. Hier kwam het tot de 42e positie van de Ultratip 100.